# Alfredo Copello
Alfredo Copello (n. 15 martie 1903, Buenos Aires, Argentina – d. 1986, Buenos Aires, Argentina) a fost un boxer ce a reprezentat Argentina, medaliat olimpic. A participat la o ediție a Jocurilor Olimpice (1924) în care a câștigat o medalie de argint.

## Participări
Lista de mai jos prezintă principalele competiții la care a participat Alfredo Copello de-a lungul carierei.
- boxe aux Jeux olympiques d'été de 1924 – poids légers hommes[*]